# Voyager (banda australiana)
Voyager es una banda de metal progresivo de Perth, Australia Occidental, formada en 1999. La banda ha lanzado siete álbumes de larga duración. Su séptimo álbum de estudio de larga duración, Colours in the Sun, fue lanzado en todo el mundo el 1 de noviembre de 2019 con el sello discográfico francoestadounidense de metal Season of Mist.

## Historia

### 1999–2003: Formación yElement V
Voyager se formó en 1999 en la Universidad de Australia Occidental por Daniel Estrin (20/12/1981), Mark Baker y Adam Lovkis. En la banda se produjeron algunos cambios en la formación antes de grabar el álbum Element V en 2003 con Aidan Barton en Sovereign Studios, Willetton, Australia Occidental. La formación de Element V estaba formada por Daniel Estrin (teclados, voz), Mark De Vattimo (guitarra), Jennah Graieg (bajo), Geoff Callaghan (batería) y Emanuel Rudnicki (guitarra), en 2002.
El álbum Element V fue lanzado en Australia en 2003, y luego distribuido en Europa al año siguiente por el sello neerlandés DVS Records. El sello japonés Woodbell/Experience obtuvo la licencia del álbum para su distribución japonesa en el mismo año y lo lanzó con una pista adicional, "Now and Forever".
La popularidad de Voyager aumentó rápidamente tras el lanzamiento europeo de Element V y la banda obtuvo su primera gran oportunidad, siendo teloneros de Steve Vai en Perth en julio de 2004.
Después del lanzamiento de Element V, Melissa Fiocco reemplazó a Jennah en el bajo. Voyager actuó en el Corner Hotel de Melbourne a finales de 2005 como parte de un concierto benéfico de radio Screaming Symphony, tocando por primera vez fuera de Australia Occidental. Hacia finales de 2006, Emanuel y Geoff dejaron la banda y fueron reemplazados por Simone Dow y Mark Boeijen, respectivamente, justo antes de la grabación del siguiente álbum, uniVers .

### 2006–2007:UniVersy ProgPower Europe
A principios de 2006, Voyager entró a los estudios Sovereign para grabar "uniVers", con Boeijen y Dow como miembros firmes de la banda. Voyager grabó un videoclip de la versión editada para radio de la canción "Sober" y lo lanzó como sencillo de edición limitada en 2006.
La banda actuó en el Festival ProgPower Europe en los Países Bajos en 2006 y recibió respuestas positivas de los medios. Como resultado de esta actuación, Voyager fue invitada a ProgPower UK en 2008. A finales de 2006, la Voyager debía actuar con Nevermore, cuya etapa del espectáculo en Perth finalmente se canceló. Voyager también debía telonear a Yngwie Malmsteen tras su regreso de su primera gira europea, pero fueron eliminados del espectáculo en el último minuto porque Malmsteen no quería ningún acto de apoyo para su gira australiana.
A principios de 2007, DVS Records anunció su cierre y Voyager no tenía sello para lanzar su álbum uniVers, que estaba completamente grabado en esa etapa.
En octubre de 2007, la banda firmó con el sello alemán Dockyard 1 Records en Hamburgo, que lanzó uniVers en todo el mundo, y en Estados Unidos se distribuyó en enero de 2008 a través de Locomotive Records. uniVers recibió elogios de la crítica en todo el mundo, siendo elegido álbum del mes por la revista Mindview de Bélgica y álbum de la semana por la revista Imperiumi de Finlandia. Fue nombrado como el número 7 de los álbumes de Full Metal Racket de 2007 por la estación de transmisión alternativa nacional de Australia, Triple J. La banda fue nominada en el Top 10 de los MusicOz Awards.
La bajista Melissa Fiocco abandonó la banda poco después del lanzamiento de uniVers, un abandono que no estuvo exento de controversia. Fiocco fue reemplazada por Alex Canion, quien tenía 18 años. Poco después de la primera aparición de Canion con Voyager en Perth, Australia Occidental, la banda se embarcó en una minigira por Sídney y Melbourne con sus compañeros de sello Eyefear, para promocionar uniVers.
En enero de 2008, Voyager actuó con Nightwish en Perth. La gira australiana programada de la banda con Toto en marzo de 2008 fue cancelada, aparentemente debido a las exigencias de Toto. A finales de febrero de 2008, ProgPower UK también se canceló debido a la mala venta de entradas.
Voyager indicó que continuarían su gira europea por Dinamarca, Países Bajos, Alemania y Suiza a pesar de la cancelación. Su gira incluyó una actuación con la banda de rock de la década de 1980 House of Lords en el Ballroom Hamburgo.
En junio de 2008, el guitarrista Mark De Vattimo dejó Voyager debido a diferencias personales y musicales.
Voyager actuó junto con Queensrÿche en agosto de 2009 y con Deathstars de Suecia en septiembre del año 2009.

### 2009–2011:I Am the Revolution
Después de grabar nuevas canciones con Adam Round en Kingdom Studios en Maylands, Australia Occidental y de que Sterling Sound masterizara las pistas en Nueva York, Voyager lanzó su álbum I Am the ReVolution el 20 de septiembre de 2009 a través de Dockyard 1 Records en Alemania y Riot Entertainment en Australia. El álbum fue inmediatamente recibido con elogios de la crítica, incluido el popular sitio web Vampster, aunque algunos críticos se mostraron escépticos acerca de las fuertes influencias melódicas de la banda y su sonido "pop".
El álbum fue nombrado álbum de la semana por el sitio web MetalFan de Rumanía y la canción "Total Existence Failure" fue galardonada como la canción del año de los premios de la industria musical de Australia Occidental.
Voyager lanzó un nuevo vídeo de la canción "The Devil in Me" en octubre de 2009.
En 2010, Voyager fue nominado tres veces como uno de los 10 finalistas principales en los premios Australian MusicOz Awards por "Lost", "The Devil in Me" y el vídeo de este último. La banda también obtuvo una nominación para WAMI 2010 "Mejor acto de hard rock / metal" presentado por la industria musical de Australia Occidental.
Chris Hanssen abandonó el grupo en 2010 y Scott Kay se hizo cargo de las funciones de guitarrista. La primera gira de Kay fue con la banda escocesa de metal pirata Alestorm en mayo de 2011, durante la cual la banda recibió elogios de la crítica.

### 2011–2013:The Meaning of I
Después de grabar nuevas canciones en abril/mayo de 2011, Voyager firmó un contrato con el sello Sensory, con sede en Nueva Jersey. En octubre de 2011, la banda lanzó The Meaning of I.  El álbum fue el primero en presentar al nuevo guitarrista Scott Kay y el último en presentar a Mark Boeijen en la batería, quien se fue poco después de la grabación para centrarse en su familia. El álbum presenta actuaciones vocales invitadas de DC Cooper (Royal Hunt) y Daniel Tompkins (Tesseract, ex Skyharbor). Se lanzó en todo el mundo el 11 de octubre de 2011, pero se lanzó antes en los Estados Unidos, en el festival ProgPower en septiembre de 2011.
Voyager también se anunció para un espectáculo con Creation's End en Brooklyn el 11 de septiembre de 2011. Después de regresar de los Estados Unidos de América, Voyager realizó una gira con la popular banda de metal finlandesa Children of Bodom.
Voyager fue una de las bandas teloneras de Epica cuando tocaron en Perth el 23 de abril del año 2013.

### 2013–2017:V
A finales de 2013, Voyager lanzó una campaña de financiación colectiva para su álbum V y dio a conocer clips de grabaciones de preproducción de nuevas canciones. El objetivo de la campaña se alcanzó a los tres días de su lanzamiento. "Breaking Down" fue el primer sencillo del álbum.
En mayo de 2015, Voyager realizó una gira nacional, con el apoyo de la banda francesa de rock progresivo Klone. Regresaron a América del Norte en septiembre para el evento ProgPower de EE. UU. y una gira a nivel nacional.

### 2017–2019:Ghost Mile
Ghost Mile fue lanzado el 12 de mayo del año 2017.

### 2019–2023:Colours in the Suny Festival de la Canción de Eurovision
El 21 de septiembre de 2018, Voyager actuó en el o2 Indigo de Londres, Reino Unido, como parte de la exposición/concierto Space Rocks de la Agencia Espacial Europea, lo que les dio la oportunidad de tocar "Colours" y "Brightstar" del siguiente álbum. También actuaron en el 229 la noche siguiente como parte de una breve gira europea de siete fechas.
Voyager fue preseleccionado para representar a Australia en el Festival de la Canción de Eurovisión 2020 con "Runaway", pero finalmente no fue elegido como uno de los diez candidatos para competir en la final de la selección.
La banda fue seleccionada nuevamente para participar en la selección nacional australiana, Eurovision - Australia Decides, en 2022. Esta vez, se clasificaron en segundo lugar con "Dreamer". Después de su actuación en Eurovision-Australia Decides, la canción debutó en el número 6 en la lista Australian Independent Label Singles.
El 21 de febrero de 2023, se anunció que la Voyager había sido seleccionada internamente para representar a Australia en el Festival de la Canción de Eurovisión 2023 con la canción "Promise".
El 11 de mayo de 2023, la banda participa en una de las semifinales, consiguiendo el pase a la gran final, que tiene lugar el día 13 de mayo en Liverpool (Inglaterra). La banda quedó finalmente en 9.ª posición (de entre 26 participantes) con un total de 151 puntos (130 del jurado y 21 del público). 

### 2023–presente:Fearless In Love
El día 4 de mayo de 2023, la banda anuncia su nuevo álbum de estudio, que lleva por título Fearless In Love. Se trata de su octavo larga duración y se lanza el 14 de julio de 2023 a través de la discográfica Season Of Mist. Coincidiendo con el anuncio de su nuevo disco, la banda también publica un nuevo sencillo llamado Prince Of Fire. Anteriormente la banda había lanzado 3 sencillos más: Submarine, Dreamer y Promise.
El 21 de septiembre de 2023, la banda anunció la cancelación de su gira europea, que estaba programada para comenzar en octubre, debido a que al cantante principal Daniel Estrin se le había diagnosticado cáncer metastásico y comenzaba su tratamiento. 
El 25 de abril de 2025 y tras 18 meses de parón por la enfermedad de Daniel "Danny" Estrin, Voyager sacan nueva música y regresan con su nueva canción "Seen Better Days", sobre este tema Danny comenta: “Los tiempos difíciles traen música oscura. No será una sorpresa que 'Seen Better Days' sea un relato personal de los 18 meses de infierno que he soportado, con quimioterapia, radioterapia y cirugía. Aceptar el hermoso amor y apoyo que he recibido de amigos, familiares y fans, mientras a menudo pongo cara de valiente en el horrible abismo del cáncer en etapa 4, no es tarea fácil, así que sentí que era correcto plasmarlo en palabras y música. De alguna manera, a pesar de lo brutalmente vulnerable que es la canción, aún conserva una melancolía inspiradora y, a pesar de su final demoledor, logra un soplo de optimismo en medio de la desolación... después de todo, la vida es bella”. 

## Miembros de la banda

### Actuales
- Daniel Estrin (voz, teclado)
- Simone Dow (guitarra)
- Scott Kay (guitarra)
- Ashley Doodkorte (batería)
- Alex Canion (bajo, voz)

### Antiguos
- Mark Boeijen (batería) (2005–2011)
- Chris Hanssen (guitarra) (2009–2010)
- Mark De Vattimo (guitarra) (1999–2008)
- Melissa Fiocco (bajo) (2003–2007)
- Geoff Callaghan (batería) (2000–2006)
- Emanuel Rudnicki (guitarra) (2000–2006)
- Jennah Greaig (bajo) (2001–2003)
- Mark Baker (teclado) (1999–2000)
- Adam Lovkis (batería) (1999–2000)

## Discografía

### Álbumes de estudio
| Título              | Detalles del álbum                                                  |
| ------------------- | ------------------------------------------------------------------- |
| Element V           | - Lanzamiento: 2003 - Discográfica: V Music (VM 1X6V)               |
| UniVers             | - Lanzamiento: 2007 - Discográfica: Dockyard1 (DY100572)            |
| I Am the Revolution | - Lanzamiento: 2009 - Discográfica: Riot! Entertainment (RIOT050CD) |
| The Meaning of I    | - Lanzamiento: 2011 - Discográfica: Riot! Entertainment (RIOTCD081) |
| V                   | - Lanzamiento: 2013 - Discográfica: Iav Records (IAV1401)           |
| Ghost Mile          | - Lanzamiento: 2017 - Discográfica: Iav Records (IAV1701)           |
| Colours in the Sun  | - Lanzamiento: 2019 - Discográfica: Season of Mist (SOM 533D)       |
| Fearless in Love    | - Lanzamiento: 2023 - Discográfica: Season of Mist                  |